# Hatpipalya
Hatpipalya é uma cidade e uma nagar panchayat no distrito de Dewas, no estado indiano de Madhya Pradesh.

## Demografia
Segundo o censo de 2001, Hatpipalya tinha uma população de 15 937 habitantes. Os indivíduos do sexo masculino constituem 52% da população e os do sexo feminino 48%. Hatpipalya tem uma taxa de literacia de 59%, inferior à média nacional de 59,5%: a literacia no sexo masculino é de 70% e no sexo feminino é de 47%. Em Hatpipalya, 16% da população está abaixo dos 6 anos de idade.